# The Whole Story (비디오)
《The Whole Story》는 잉글랜드의 싱어송라이터 케이트 부시의 세 번째 뮤직 비디오 음반이다. 1986년 같은 이름의 오디오 음반이 발매된 후 EMI의 비디오 전문 산하 기관 픽처 뮤직 인터내셔널(PMI)에서 발매됐다.

## 배경 및 작업
부시는 이미 《The Single File》과 《The Hair of the Hound》가 발매된 상황에서 새로운 비디오 음반을 제작하는 것을 걱정했다. 하지만 "〈Experiment IV〉를 만들 기회가 생기고, 회사에서 비디오 시장에 확신을 가지는 것을 보면서 좋은 아이디어라고 느꼈다"라고 언급했다.

### 차이점
같은 이름으로 발매됐음에도 오디오 음반과 비디오 음반에 차이점이 존재한다. 오디오 음반에는 수록되지 않았던 〈The Big Sky〉의 뮤직 비디오가 새로 추가되었으며, 보컬을 재녹음했으나 비디오 음반의 〈Wuthering Heights〉는 1978년에 발매된 원래 버전을 사용했다.

## 발매

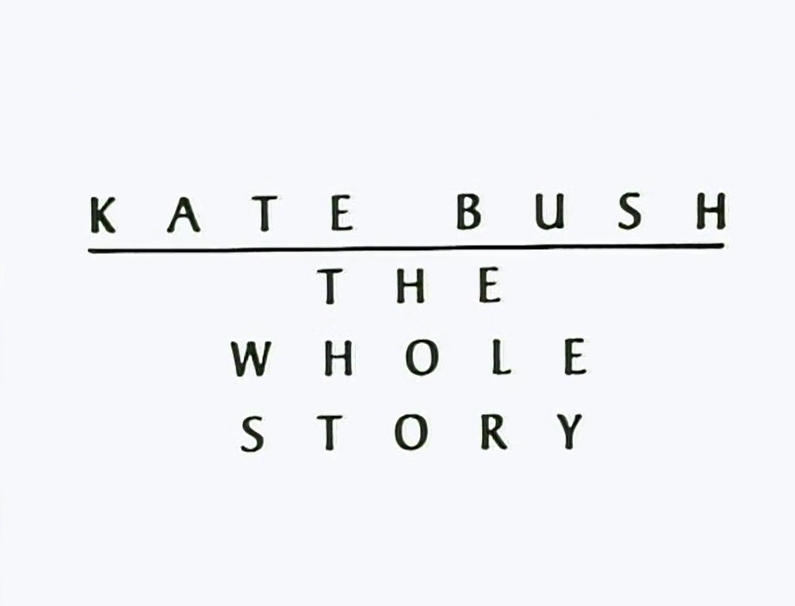
《The Whole Story》 비디오의 시작 부분에 나오는 로고

《The Whole Story》 비디오는 1986년 오디오 음반이 공개 후 VHS와 베타맥스로 발매되었다. 영국과 유럽에서는 픽처 뮤직 인터내셔널(PMI)에서, 미국과 캐나다에서는 소니를 통해 발매되었다. 영국 뮤직 위크 뮤직 비디오 차트에서는 1987년의 52주 중 46주 동안 상위 30위 안에 진입했으며, 10주간 1위에 오르면서 U2의 《U2 Live at Red Rocks: Under a Blood Sky》 다음으로 뛰어난 성적을 거둔 비디오 음반이었다. 이에 뮤직 위크상의 최우수 뮤직 비디오 부문에서 U2의 음반 다음으로 2등을 차지했다. 《The Whole Story》 비디오 음반은 미국에서도 인기를 끌었는데, 미국의 28개 주에서 가장 많이 대여된 비디오 상위 3위에 올랐으며, 빌보드 뮤직 비디오카세트 차트에서는 최고 순위 7위를 기록했다. 1988년 개최된 제30회 그래미상에서는 새로 신설된 최우수 콘셉트 뮤직 비디오 부문에 후보로 올랐다.
음반은 이후 여러 차례에 걸쳐 재발매되었다. 1991년에는 파이오니아 아티스츠가 레이저디스크로 제작해 미국과 일본에서 발매되었다. 이후 1993년과 1994년 각각 《The Whole Story 1993》과 《The Whole Story '94》가 발매되었다.

## 평가
| 전문가 평가         | 전문가 평가 |
| 평가 점수           | 평가 점수   |
| 출처                | 점수        |
| ------------------- | ----------- |
| No. 1               | [ 8 ]       |
| 로스앤젤레스 타임스 | [ 9 ]       |
| 올뮤직              | [ 10 ]      |

《The Whole Story》 오디오 음반을 극찬했던 사운즈의 로저 홀런드는 비디오 음반 또한 긍정적으로 평가했다. 홀런드는 특히 〈Cloudbusting〉을 "아마도 여태껏 만들어진 최고의 팝 비디오"라고 표현하고, 〈Experiment IV〉를 공개하며 부시가 "최초의 진정한 비디오 퍼포머"가 되었다고 찬사를 보냈다. 레코드 미러의 제인 윌크스는 부시의 비디오를 보는 것을 "누군가의 개인 일기장을 슬쩍 보는 것 같다"라고 묘사하며, 영상에 두려움, 공포와 환상이 담겨 있다고 보았다. 그렇지만 "부시가 자신을 완전히 노출시키고, 창의력과 부끄러움이 만나는 경계선까지 모든 것을 밀어붙이기 때문"에 매력을 느끼는 부분일 수도 있다고 말했다.
스매시 히츠의 크리스 히스와 No. 1의 데비 볼러는 부시가 걱정했던, 대부분의 영상이 이미 《The Single File》과 《The Hair of the Hound》를 통해 공개됐다는 부분을 지적했다. 하지만 히스는 팬이 아닌 사람들에게는 부시가 어떻게 변화했는지, 특히 단순한 〈Wuthering Heights〉의 안무 영상에서 콘셉트가 가미된 〈Army Dreamers〉와 〈Breathing〉, 그리고 최근 작품까지 잘 정리된 요약본이라고 언급했다. 볼러는 그중 70년대 말 부시의 영상에 대해 "다리를 꼬고, 소녀같은 자세로 팔을 흔들던" 시기라고 표현하면서도, 새로운 〈Wow〉의 영상이 실린 점은 호평했다.
음악 업계지 뮤직 위크와 빌보드는 초기 작품보다 후기 작품을 더 높이 평가했다. 뮤직 위크의 도니 밴 앰든은 영상이 만들어진 순서로 배치되어 있지 않기 때문에 초기의 작품이 세련된 후기 작품에 비해 다소 소박한 느낌이 있다고 보았다. 빌보드의 짐 베스먼도 〈Wuthering Heights〉로 대두되는 초기 작품은 상당한 춤 실력을 보여주지만 특별히 좋은 비디오는 아니라고 평가했다. 한편, 앰든과 베스먼은 팬의 선호를 예측하는 것은 엇갈렸는데, 전자는 "캐주얼한 팬과 열성적인 팬 모두의 관심을 끌 수 있을만큼 충분히 매력적"이라고 말한 반면, 후자는 "부시의 팬들은 열광할 것이지만, 다른 이들은 혼란스러워 할 것"이라고 생각했다.
로스앤젤레스 타임스의 테리 앳킨슨은 "거의 모든 팝 홍보에서 사라진 마법"을 지니고 있다며, 개인적인 비전과 유머, 매력적인 기이함이 최고는 아닐지언정 대부분을 생동감 있게 만들어준다고 긍정적으로 이야기했다. 하지만 〈Suspended in Gaffa〉 영상이 없다는 점 때문에 제목 그대로의 "전체 이야기"가 아니며, 영상마다 부시의 짧은 코멘터리가 있다면 훨씬 좋을 것이라고 말하였다. 샌프란시스코 이그재미너는 미국에서는 유명하지 않고, 컬트적인 인기만 끌고 있는 부시의 "모순을 바로잡기 위한 목적"이라고 설명하며, "복잡한 편곡과 다소 초현실적인 분위기의 프로덕션이 상당히 호화롭다"라고 호평했다.
브루스 에더는 1987년 뉴스데이와 1991년 잡지 비디오에서 《The Whole Story》를 두 차례 리뷰했다. 뉴스데이에서의 리뷰에서는 "어떤 동영상도 다른 동영상과 형식이나 유사함이 없다"라며 부시가 익숙지 않은 사람들 조차 음반을 높이 평가할 수 있을 것이라고 찬사를 보냈다. 또한 색상과 디테일이 강렬하고, 음질이 깨끗하다고 평했다. 비디오에서의 리뷰는 파이오니아의 레이저디스크를 토대로 평을 내렸는데, 내용은 이전과 동일하게 호평하면서도, 파이오니아의 사운드 마스터링이 좋지 못하다고 비판했다. 올뮤직의 매켄지 윌슨 또한 "저렴한 가격으로 소리를 내기로 한 파이오니아의 결정으로 디스크의 장점이 손상"되었다고 언급했다.

## 트랙 리스트
전체 작사·작곡: 케이트 부시
| #   | 제목                                   | 감독              | 재생 시간 |
| --- | -------------------------------------- | ----------------- | --------- |
| 1.  | 〈Wuthering Heights〉                  | 데이비드 키프     | 3:43      |
| 2.  | 〈Cloudbusting〉                       | 줄리언 도일       | 6:50      |
| 3.  | 〈The Man with the Child in His Eyes〉 | 키프              | 2:46      |
| 4.  | 〈Breathing〉                          | 키프              | 5:25      |
| 5.  | 〈Wow〉                                | 키프              | 3:41      |
| 6.  | 〈Hounds of Love〉                     | 케이트 부시       | 3:02      |
| 7.  | 〈Running Up That Hill〉               | 데이비드 가파스   | 4:52      |
| 8.  | 〈Army Dreamers〉                      | 키프              | 3:15      |
| 9.  | 〈Sat in Your Lap〉                    | 브라이언 와이즈먼 | 3:29      |
| 10. | 〈Experiment IV〉                      | 부시              | 4:40      |
| 11. | 〈The Dreaming〉                       | 폴 헨리           | 4:07      |
| 12. | 〈Babooshka〉                          | 키프              | 3:25      |
| 13. | 〈The Big Sky〉                        | 부시              | 4:21      |

| #   | 제목                  | 감독                     | 재생 시간 |
| --- | --------------------- | ------------------------ | --------- |
| 14. | 〈The Sensual World〉 | 피터 리처드슨 부시 [ a ] | 3:49      |
| 15. | 〈Love and Anger〉    | 부시                     | 4:35      |
| 16. | 〈This Woman's Work〉 | 부시                     | 3:29      |

| #   | 제목                    | 감독 | 재생 시간 |
| --- | ----------------------- | ---- | --------- |
| 17. | 〈Rubberband Girl〉     | 부시 | 4:35      |
| 18. | 〈Moments of Pleasure〉 | 부시 | 5:20      |

## 참여진
크레디트는 《The Whole Story '94》의 엔딩 크레디트에서 발췌했다.
| 감독 - 데이비드 키프 (트랙 1, 3–5, 8, 12) - 줄리언 도일 (트랙 2) - 케이트 부시 (트랙 5, 10, 13–18) - 데이비드 가파스 (트랙 7) - 브라이언 와이즈먼 (트랙 9) - 폴 헨리 (트랙 11) - 피터 리처드슨 (트랙 14) | 제작 - 비키 월리스 (트랙 10) - 소피 커트버트슨 (트랙 14–16) - 마거리타 도일 (트랙 17–18) 편집 - 데이브 가드너 (트랙 5) |

## 차트
| 차트 (1987–1999)                     | 최고 순위 |
| ------------------------------------ | --------- |
| 미국 뮤직 비디오카세트 차트 (빌보드) | 7         |
| 영국 뮤직 비디오 차트 (스포트라이트) | 1         |
| 영국 뮤직 비디오 차트 (뮤직 위크)    | 1         |
| 영국 뮤직 비디오 차트 (OCC)          | 30        |

## 주해
1. 1 2  《The Whole Story 1993》에는 〈The Sensual World〉의 감독이 피터 리처드슨 홀로 기재되었으나,[19] 《The Whole Story '94》에는 리처드슨과 부시가 공동 감독으로 올라가 있다.[20]
2. ↑  《The Whole Story '94》의 트랙 리스트에는 〈Introduction〉, 〈Kate Bush Discography〉, 〈End Credits〉가 함께 기입되어 있다.[20]

### 참고 자료
- 즈워트, 핑클 (1987년). “Cousin Kate”. 《케이트 부시 클럽》. 21호. 2–5쪽.
- “Music video: the class of '87” (PDF). 《뮤직 위크》. 1988년 4월 9일. 44쪽. 2024년 5월 20일에 원본 문서 (PDF)에서 보존된 문서. 2024년 6월 18일에 확인함 – WorldRadioHistory 경유.
- “MW Awards 1987” (PDF). 1988년 2월 27일. Music Week Awards 1–35쪽. 2024년 5월 28일에 원본 문서 (PDF)에서 보존된 문서. 2024년 6월 18일에 확인함 – WorldRadioHistory 경유.
- 주비, 케리; 설리번, 카렌 (1988년). 《Kate Bush: The Whole Story》. 런던: 시드윅 & 잭슨. ISBN 0-283-99721-4.
- 볼러, 데비 (1986년 12월 13일). “Music Video: Kate Bush”. 《No. 1》. 41쪽.
- 애킨슨, 테리 (1987년 7월 21일). “Videocassettes”. 《로스앤젤레스 타임스》. VI-8면.
- 윌슨, 매켄지. “The Whole Story: The Videos”. 올뮤직. 2023년 4월 5일에 원본 문서에서 보존된 문서. 2024년 6월 18일에 확인함.
- 윌크스, 제인 (1986년 12월 20일). “Eye Deal: Kate Bush 'The Whole Story'” (PDF). 《레코드 미러》. 22쪽. 2024년 5월 20일에 원본 문서 (PDF)에서 보존된 문서. 2024년 6월 18일에 확인함.
- 엠든, 도니 밴 (1986년 12월 20–27일). “Reviews” (PDF). 《뮤직 위크》. 8쪽. 2024년 5월 20일에 원본 문서 (PDF)에서 보존된 문서. 2024년 6월 18일에 확인함.
- 히스, 크리스 (1986년 12월 3–16일). “Kate Bush: The Whole Story”. 《스매시 히츠》. 8권 25호. 77쪽.
- 홀런드, 로저 (1986년 12월 20–27일). “Whole Food” (PDF). 《사운즈》. 45쪽. 2024년 5월 20일에 원본 문서 (PDF)에서 보존된 문서. 2024년 6월 18일에 확인함 – WorldRadioHistory 경유.
- 홀런드, 로저 (1986년 11월 15일). “Katherine the Great”. 《사운즈》. 30쪽.
- 베스먼, 짐 (1987년 7월 4일). “Video Reviews: Kate Bush―The Whole Story” (PDF). 《빌보드》. 99권 27호. 45쪽. 2024년 5월 19일에 원본 문서 (PDF)에서 보존된 문서. 2024년 6월 18일에 확인함 – WorldRadioHistory 경유.
- “Video”. 《샌프란시스코 이그재미너》. 1987년 5월 15일. D-13면.
- 에더, 브루스 (1987년 12월 27일–1988년 1월 2일). “Kate Bush: The Whole Story”. 《뉴스데이》. 88면.
- 에더, 브루스 (1991년 10월). “Tapes & Discs”. 《비디오》. 15권 7호. 60쪽. ISSN 1044-7288. 2024년 6월 18일에 확인함 – 인터넷 아카이브 경유.
- “Top Music Videocassettes” (PDF). 《빌보드》. 99권 25호. 1987년 6월 20일. 49쪽. 2024년 5월 19일에 원본 문서 (PDF)에서 보존된 문서. 2024년 6월 18일에 확인함 – WorldRadioHistory 경유.
- “Music Video”. 《레코드 미러》. 34권 5호. 1987년 1월 31일. 40쪽.
- “Music Video” (PDF). 《뮤직 위크》. 1987년 1월 24일. 26쪽. 2024년 5월 20일에 원본 문서 (PDF)에서 보존된 문서. 2024년 6월 18일에 확인함 – WorldRadioHistory 경유.
- “The Whole Story by Kate Bush”. 오피셜 차트 컴퍼니. 2024년 4월 4일에 원본 문서에서 보존된 문서. 2024년 6월 18일에 확인함.
- 《The Whole Story》 (VHS). 케이트 부시. PMI. 1986년. MVP 9911432.
- 《The Whole Story 1993》 (레이저디스크). 케이트 부시. PMI. 1993년. PLMPB 00871.
- 《The Whole Story '94》 (VCD). 케이트 부시. PMI. 1994년. PMCD 4912882.